# Gonzalo de Olavide
Gonzalo de Olavide y Casenave (Madrid, 28 de marzo de 1934 - 4 de noviembre de 2005) fue un compositor español.

## Biografía
Descendiente de una familia histórica en la que arte, humanismo y sventura se dan de la mano, Gonzalo contaba entre sus antecesores con el humanista ilustrado Pablo de Olavide y Jáuregui (Lima, 1725-Baeza, 1803.
Olavide estudió composición inicialmente con Victorino Echevarría en el Conservatorio Superior de Música de Madrid, para después continuar su formación en Bélgica en los conservatorios de Amberes y Bruselas. Estudió junto a Pierre Boulez y Luciano Berio en los Darmstädter Ferienkurse, y más tarde con Karlheinz Stockhausen y Henri Pousseur en Colonia entre 1964 y 1967. Durante veinte años vivió y trabajó en Ginebra, Suiza, hasta su regreso a España en 1991.
Olavide compuso música orquestal, de cámara, para solista, y música electrónica. En 1987 recibió el Premio Nacional de Música, y en 2001 el Premio Reina Sofía.

## Obras
- Triludio (1963)
- Índices, (1964)
- Henri à quatre, junto a Holger Czukay, Attilio Filieri, e Ivan Tcherepnin (1965)
- Quartet (1971)
- Sine die, para orquesta (1972)
- Quasi una cadenza, (1973)
- Clamor I, (1974)
- Clamor II, (1974)
- Clamor III, (1974)
- Symphony "Homenaje a Falla" (1977)
- El Cántico (1978)
- Oda, sobre un tecxto de Antonio Machado (1980)
- Cante in memoriam García Lorca, (1980)
- Quinto Himno de Desesperanza (1983)
- La extravagancia, (1985)
- Perpetuum mobile, (1986)
- Tres fragmentos imaginarios, (1987)
- Orbe-Variations, (1988)
- Alternante, (1989)
- Silente-Aria (1991)
- Minimal, (1993)
- Precipiten (Música impresa), (1993)
- Varianza, (1995)
- Vol (e), (1997)
- Tránsito, (1997)
- El piso cerrado, (2001)
- Fragmentario, (2004)